# Rolf Edling
Rolf Edling (Bombay, 30 november 1943) is een Zweeds voormalig schermer.

## Carrière
Rolf Edling won met het team het individuele wereldkampioenschap in Göteborg in 1973 en Grenoble in 1974, Boedapest in 1975 en Buenos Aires in 1977. In 1977 behaalde hij zilver in het individueel, en hij won ook individueel brons in Wenen in 1971. In de teamcompetitie behaalde hij nog bronzen medailles in Havana in 1969, in Wenen in 1971 en in Hamburg in 1978. Hij nam vier keer deel aan de Olympische Spelen: in 1968 werd hij negende met het team in Mexico-Stad, vier jaar later werd hij zevende met het team in München. Hij eindigde de individuele wedstrijd in 1972 op de vijfde plaats. 
Op de Olympische Spelen van 1976 in Montreal bereikte hij ongeslagen de finale van de ploegenwedstrijd, waarin het Zweedse team Duitsland met 8:5 versloeg. Samen met Göran Flodström, Carl von Essen, Leif Högström en Hans Jacobson, werd Edling Olympisch kampioen. Hij werd zesde in de individuele competitie. In 1980 miste hij nog een medaille in Moskou, toen hij vierde werd in het enkelspel, terwijl hij vijfde werd met het team.
In 1973 kreeg hij de gouden medaille van Svenska Dagbladet.

## Resultaten

### Olympische Zomerspelen
| Jaar | Plaats      | Resultaten             |
| ---- | ----------- | ---------------------- |
| 1968 | Mexico-Stad | 9e degen team          |
| 1972 | München     | 5e degen 7e degen team |
| 1976 | Montreal    | 6e degen degen team    |
| 1980 | Moskou      | 4e degen 5e degen team |

### Wereldkampioenschappen schermen
| Jaar | Plaats       | Resultaten         |
| ---- | ------------ | ------------------ |
| 1969 | Havana       | degen team         |
| 1971 | Wenen        | degen · degen team |
| 1973 | Göteborg     | degen team         |
| 1974 | Grenoble     | degen · degen team |
| 1975 | Boedapest    | degen team         |
| 1977 | Buenos Aires | degen · degen team |
| 1978 | Hamburg      | degen team         |

1908: Alibert, Berger, Collignon, Gravier, Lippmann, Olivier, Stern ·
1912: H. Anspach, P. Anspach, Hennet, Ochs, Salmon, Willems ·
1920: Allocchio, Bozza, Canova, Costantino, Marrazzi, A. Nadi, N. Nadi, Olivier, Thaon di Revel, Urbani ·
1924:  Buchard, Ducret, Gaudin, Labatut, Liottel, Lippmann, Tainturier ·
1928:  Agostoni, Basletta, M. Bertinetti, Cornaggia-Medici, Minoli, Riccardi ·
1932: Buchard, Cattiau, Jourdant, Piot, Schmetz, Tainturier ·
1936: Brusati, Cornaggia-Medici, E. Mangiarotti, Pezzana, Ragno, Riccardi ·
1948: Artigas, Desprets, Guérin, Huet, Lepage, Pécheux ·
1952: Battaglia, F. Bertinetti, Delfino, D. Mangiarotti, E. Mangiarotti, Pavesi ·
1956: Anglesio, F. Bertinetti, Delfino, E. Mangiarotti, Pavesi, Pellegrino ·
1960: Delfino, E. Mangiarotti, Marini, Pavesi, Pellegrino, Saccaro ·
1964: Bárány, Gábor, Kausz, Kulcsár, Nemere ·
1968: Fenyvesi, Kulcsár, Nagy, Nemere, P. Schmitt ·
1972: Erdős, Fenyvesi, Kulcsár, Osztrics, P. Schmitt ·
1976: Edling, Von Essen, Flodström, Högström, Jacobson ·
1980: Boisse, Gardas, Picot, Riboud, Salesse ·
1984: Borrmann, Fischer, Heer, Nickel, Pusch ·
1988: Delpla, Henry, Lenglet, Riboud, Srecki ·
1992: Borrmann, Felisiak, Proske, Resnitstsjenko, A. Schmitt ·
1996: Cuomo, Mazzoni, Randazzo ·
2000: Mazzoni, Milanoli, Randazzo, Rota ·
2004: Boisse, F. Jeannet, J. Jeannet, Obry ·
2008: F. Jeannet, J. Jeannet, Robeiri ·
2016: Borel, Grumier, Jérent, Lucenay ·
2020: Kano, Minobe, Yamada, Uyama ·
2024: Koch, Andrásfi, Siklósi, Nagy